# جیمز کرتانی
 جیمز کرتانی (انگلیسی: James Cerretani؛ زادهٔ ۲ اکتبر ۱۹۸۱) یک تنیس‌باز اهل ایالات متحده آمریکا است.